# Plus (Cannonball Adderley)
Plus è il 19° album di Julian Cannonball Adderley, pubblicato dalla Riverside Records nel 1961.

## Tracce
Lato A
1. Arriving Soon – 8:08 (Eddie Vinson)
2. Well, You Needn't – 6:25 (Thelonious Monk)
3. New Delhi – 6:54 (Victor Feldman)

Durata totale: 21:27
Lato B
1. Winetone – 6:57 (Wynton Kelly)
2. Star Eyes – 7:03 (Don Raye, Gene DePaul)
3. Lisa – 6:40 (Victor Feldman, Torrie Zito)

Durata totale: 20:40
Brani bonus (CD del 1987, pubblicato dalla Original Jazz Classics e dalla Riverside Rec.)
1. Lisa (Take 3) – 7:00 (Victor Feldman, Torrie Zito)
2. O.P. – 5:13 (Sam Jones)

## Musicisti
The Cannonball Adderley Quintet (Sextet)
- Julian Cannonball Adderley - sassofono alto
- Nat Adderley - cornetta
- Victor Feldman - vibrafono (brani A2, A3, B1 & B2)
- Victor Feldman - pianoforte (brani A1 & B3)
- Wynton Kelly - pianoforte (brani A2, A3, B1 & B2)
- Sam Jones - contrabbasso
- Louis Hayes - batteria